# Рид, Томас
Томас Рид (англ. Thomas Reid; 26 апреля 1710 — 7 октября 1796) — шотландский философ, современник и критик Дэвида Юма, основатель Шотландской школы здравого смысла, сыграл существенную роль в Шотландском просвещении. В 1737—1751 годах был пресвитерианским пастором, затем стал преподавать. Ранняя его деятельность проходила в Абердине (Шотландия), где он в 1751 году получил кафедру моральной философии и логики в Королевском колледже. В 1753 году Т. Рид возглавил кафедру моральной философии в Университете Глазго, сменив на этом посту Адама Смита. Став профессором, Т. Рид сохранил за собой духовный сан. В 1764 году вышло первое крупное и наиболее оригинальное произведение Рида «Исследование о человеческом уме в соответствии с принципами здравого смысла» (An Inquiry Into the Human Mind on the Principles of Common Sense). В 1785 году появились «Опыты об интеллектуальных способностях человека» (Essays on the Intellectual Powers of Man), а в 1788 — «Опыты о деятельных способностях человека». Со своей должности он ушёл в 1781 году.
Рид верил, что здравый смысл (в особом философском понимании) является, или, по крайней мере, должен таковым стать, основой разрешения любой философской проблемы. Он не согласен с Дэвидом Юмом и Джорджем Беркли, что внешний мир является лишь идеями в нашем сознании. Рид утверждал, что именно здравый смысл говорит нам о существовании внешнего мира. Наиболее развёрнутую критику берклианства Т. Рид дал в работе «Опыты об интеллектуальных способностях человека» (II:X—XI и др.), которая до сих пор нередко цитируется в западных публикациях по философии Дж. Беркли. В своё время и некоторое время в веке девятнадцатом он почитался даже больше, чем Юм.

## Теория здравого смысла Томаса Рида
Его теория познания сильно повлияла на философию морали. Он считал эпистемологию вводной частью практической этики: Когда мы убеждены в наших общих верованиях посредством философии, тогда все наши поступки совершаются в согласии с нашими убеждениями, так как мы знаем что правильно. Его философия морали напоминает латинский стоицизм опосредованный схоластикой, Св. Фомой Аквинским и христианским мироощущением. Он часто цитирует Цицерона, у которого он собственно и заимствовал термин «здравый смысл».

## Сочинения
- The works of Thomas Reid. Дата обращения: 20 июля 2010. Архивировано 28 ноября 2012 года.
(В Архиве Интернета есть и альтернативные ссылки на электронные версии сочинений Т. Рида)
- Рид Т. Исследование человеческого ума на принципах здравого смысла. — СПб.: Алетейя, 2000. — 352 с. (серия «Метафизические исследования. Приложение к альманаху»)